# MUKS Praga Warszawa
Der MUKS Praga Warszawa (Międzyszkolny Uczniowski Klub Sportowy Praga Warszawa Kobieca Piłka Nożna) ist ein polnischer Frauenfußballverein aus der Hauptstadt Warschau. Er wurde 2001 gegründet.

## Geschichte
Der Verein wurde im Dezember 2001 auf Initiative von Eltern einiger Fußball spielender Mädchen gegründet. Praga Warszawa arbeitete ab der Gründung eng mit Schulen und anderen Vereinen zusammen. Die Mannschaften nahmen regelmäßig an Turnieren in verschiedenen Teilen Polens und sogar im Ausland teil.
Ab der Saison 2002/03 ging der Verein mit einer Seniorinnenmannschaft in der Gruppe Masowien der II liga an den Start, was der zweithöchsten Spielklasse in Polen entsprach. Dabei belegte der Verein zweimal in Folge den ersten Platz. Während der Verein in der Saison 2002/03 bereits das erste Play-off-Spiel gegen Luboński KS Luboń mit 0:1 verlor, gelang ein Jahr später der Aufstieg. Der Verein gewann das erste Play-off-Spiel gegen Victoria Sianów mit 1:0 und qualifizierte sich für die zweite Runde. Dabei traf Praga Warszawa auf die zwei weiteren Sieger der ersten Runde. Dabei unterlag der Klub aber UKS Gol Częstochowa mit 0:2 und TKKF Checz Gdynia mit 0:1. Während die beiden anderen Klubs direkt aufstiegen, musste Praga Warschau als Dritter nochmals in einem Play-off gegen UKS Zamłynie Radom, den Achten der I liga, antreten. Nach einem 5:1-Heimsieg reichte Praga Warszawa eine 2:4-Auswärtsniederlage, um aufzusteigen.
In der Saison 2004/05 stieg der Verein jedoch als Achter von zehn Vereinen wieder ab. Aufgrund der Umstrukturierung des Fußballsystems kam der Klub in die neue I liga, die zweithöchste Spielklasse, während die höchste Spielklasse nun Ekstraliga hieß. Nach drei Jahren gelang der Wiederaufstieg in die Ekstraliga. Nachdem der Klub in der Gruppe Nord der I liga Platz eins belegt hatte, konnte man sich durch einen 2:1-Play-off-Sieg gegen MUKS Tomaszów Mazowiecki durchsetzen. In der Saison 2008/09 wurde der Klub Vorletzter, konnte sich aber in den Play-offs gegen ZTKKF Stilon Gorzów Wielkopolski mit 2:2 und 3:2 durchsetzen. In der nächsten Saison wurde der Klub mit nur einem Punkt Letzter und stieg nach zwei 0:2-Niederlagen in den Play-offs gegen den 1. FC Kattowitz ab. Seitdem spielt Praga Warschau wieder in der I liga.

## Erfolge
- 2004 und 2008: Aufstieg in die 1. polnische Frauenfußballliga.

## Bilanz in der ersten Liga
| Saison  | Spiele | Siege | Remis | Niederlagen | Platz | Tore  | Punkte |
| ------- | ------ | ----- | ----- | ----------- | ----- | ----- | ------ |
| 2004/05 | 18     | 4     | 2     | 12          | 8.    | 19:75 | 14     |
| 2008/09 | 20     | 4     | 3     | 13          | 5.    | 19:89 | 15     |
| 2009/10 | 20     | 0     | 1     | 19          | 6.    | 10:97 | 1      |